# Vädersatellit

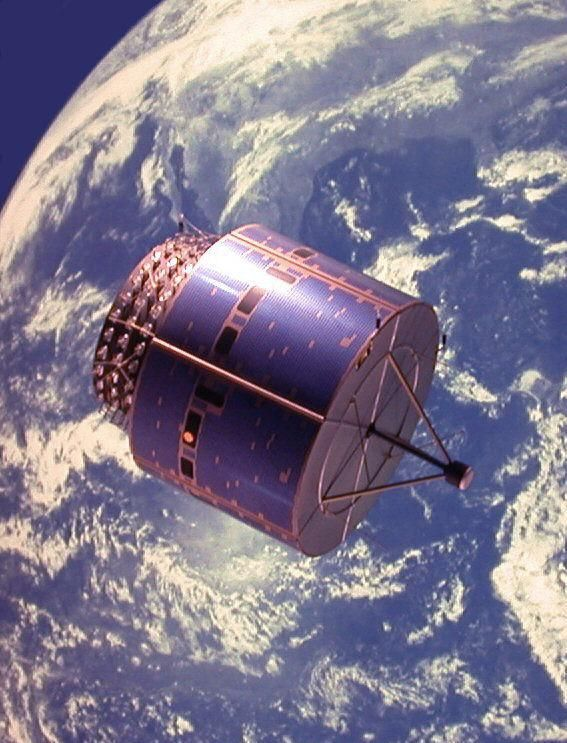
En vädersatellit.

Vädersatellit är en typ av jordresurssatellit, som framställer satellitbilder och samlar in data som ligger till grund för exempelvis väderprognoser. Dessa satelliter kan ha polära omloppsbanor (täcker hela jorden asynkront) eller vara geostationära (svävar över samma plats på ekvatorn). Bildinstrumentet på en vädersatellit mäter strålning, strålning från jorden, strålning från atmosfären och strålning mellan jorden och satelliten. En vädersatellit kan vara utrustad med mätutrustning för frekvensband som motsvarar olika sorters ljus, till exempel infrarött ljus och synligt ljus. Bearbetade uppgifter från vädersatelliter ger information om exempelvis molnslag, molnhöjd, fuktighet, sjö- och havsytetemperaturer och markytans tillstånd. Även om vädersatelliterna främst används för att upptäcka utvecklingen och rörelsen av vädersystem och molnutveckling, kan meteorologiska satelliter också upptäcka andra fenomen som stadsljus, bränder, effekter av föroreningar, norrsken, sand- och dammstormar, snötäcke, iskartering, gränser för havsströmmar och energiflöden. Andra typer av miljöinformation samlas in med hjälp av vädersatelliter. Vädersatellitbilder hjälpte till att övervaka det vulkaniska askmolnet från Mount St. Helens och aktivitet från andra vulkaner som Etna. Rök från bränder i västra USA som Colorado och Utah har också övervakats.
El Niño och dess effekter på vädret övervakas dagligen från satellitbilder. Det antarktiska ozonhålet är kartlagt från vädersatelliter. Tillsammans ger vädersatelliter som flygs av USA, Europa, Indien, Kina, Ryssland och Japan nästan kontinuerliga observationer för en global väderövervakning.
Vädersatelliternas bilder tas emot av väderlekstjänsterna runt jorden. Bilder publiceras på internet, men bilder kan även erhållas av privatpersoner med radioutrustning och dator.
Amerikanska vädersatelliter ligger vanligtvis i polär solsynkron bana runt jorden. Med det menas att satelliten passerar samma geografisk punkt var 24:e timme. Ryska vädersatelliter ligger i polär bana men är ej solsynkrona. Med polär bana menas en bana som vart varv passerar båda polarregionerna. Banorna ligger på 80 till 100 mils höjd. Satelliterna heter NOAA och ryska Meteor.
På 35 786 km höjd finns den geostationära banan som följer jordrotationen. Där finns ett antal vädersatelliter som ger en nästan heltäckande bild av jordklotet. Den satellit som ligger över nollmeridianen heter Meteosat 7. De amerikanska geostationära satelliterna benämnes GOES. Det är endast delar av jordklotets poler som inte kan observeras från den geostationära banan.